# Ueli Kestenholz
Ueli Kestenholz (n. 10 mai 1975, Thun, Berna, Elveția) este un sportiv elvețian, medaliat olimpic. A participat la 3 ediții ale Jocurilor Olimpice (1998, 2002, 2006) în care a câștigat o medalie de bronz.